# De Roordapolder
De Roordapolder was een klein waterschap in de gemeente Idaarderadeel in de Nederlandse provincie Friesland.
Het waterschap werd opgericht ter verbetering van de regulering van de waterstand. De bemaling vond plaats door middel van een elektrisch gemaal, gebouwd in 1928/1929.
Het gebied van het voormalige waterschap maakt sinds 2004 deel uit van het Wetterskip Fryslân.